# سفوتاکسیم
سفوتاکسیم (به انگلیسی: CEFOTAXIME)
رده درمانی: سفالوسپورین‌ها
اشکال دارویی: آمپول

## موارد مصرف
سفوتاکسیم در درمان عفونتهای ناشی از باکتری‌های گرم مثبت و گرم منفی حساس به دارو از جمله عفونت استخوان و مفاصل، سوزاک، عفونتهای مجاری ادرار و همچنین به عنوان پیشگیری از عفونت قبل از اعمال جراحی مصرف می‌شود.

## مکانیسم اثر
مانند پنی سیلینها بر دیواره باکتریها مؤثرند. سفوتاکسیم از طریق مهار سنتز دیواره سلول باکتری موجب ناپایداری اسموتیک باکتری شده و آثار باکتریسیدی دارد.

## عوارض جانبی
تهوع، استفراغ و اسهال، سردرد، واکنشهای آلرژیک مانند کهیر و ضایعات جلدی و علایم حساسیت مفرط شامل شوک آنافیلاکتیک، سایر عوارض جانبی گزارش شده عبارتند از اریتم مولتی فرم، اختلال در آنزیمهای کبدی، هپاتیت و یرقان کلستاتیک گذرا، ائوزینوفیلی و اختلالات خونی، بی قراری، اختلال در خواب، اغتشاش فکر و سرگیجه و به ندرت کولیت وابسته به آنتی بیوتیک با مصرف این دارو گزارش شده‌است.

## تداخل دارویی
- اگر سفالوسپورین‌ها را با آمینوگلیکوزیدها همزمان مصرف شود احتمال دارد برای شخص بیمار مسمومیت کلیوی ایجاد شود.
- در صورت مصرف این دارو اثر ضد انعقادی وارفارین افزایش می یابد[۱]